# نیژنیه کازانیشچه
نیژنیه کازانیشچه (به لاتین: Nizhneye Kazanishche) یک منطقهٔ مسکونی در روسیه است که در داغستان واقع شده‌است.